# Meilenstein (Kochstedt)

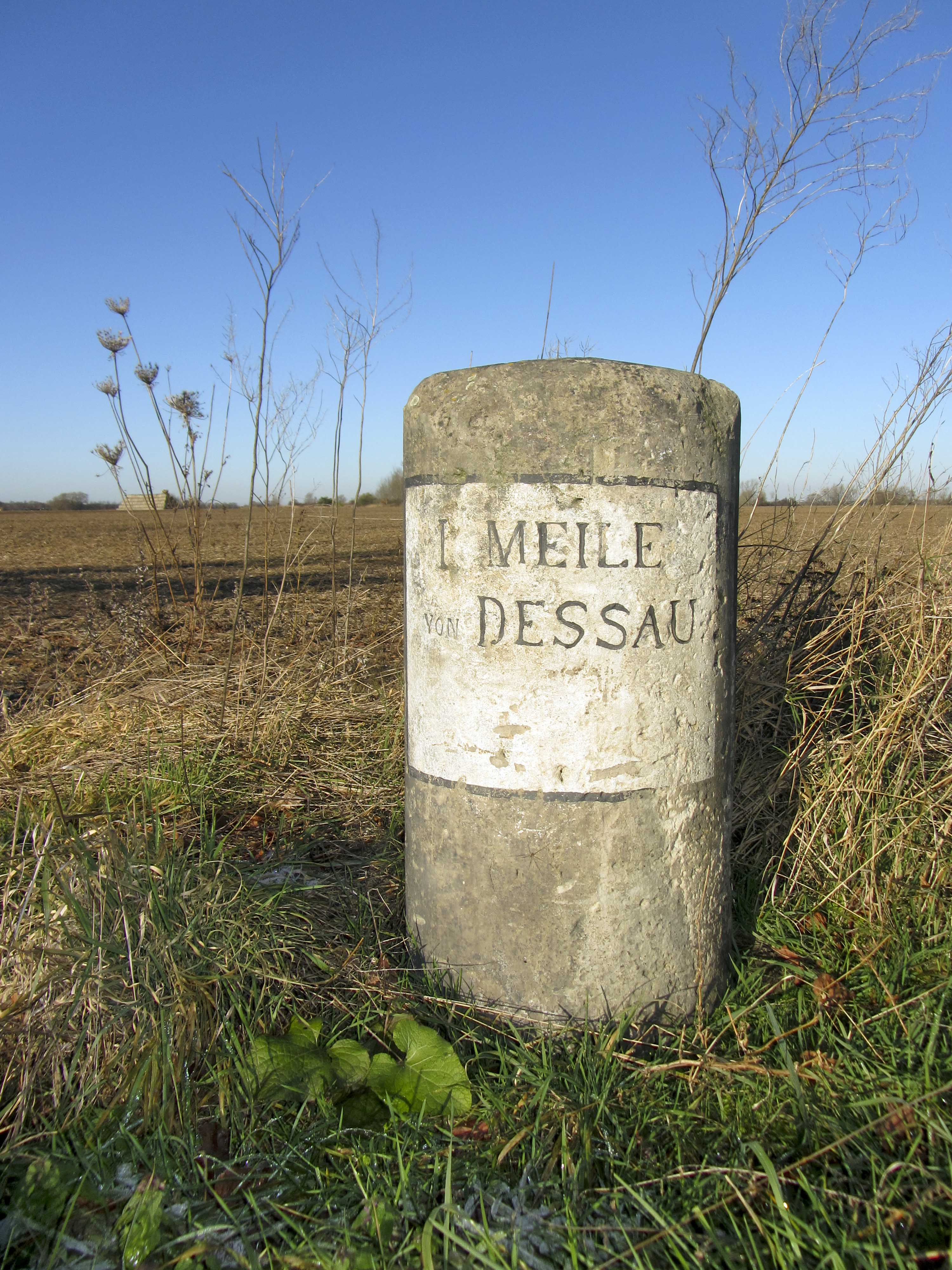
Anhaltischer Meilenstein bei Kochstedt

Der Meilenstein bei Kochstedt ist ein Kleindenkmal in der kreisfreien Stadt Dessau-Roßlau in Sachsen-Anhalt.
Neben der wichtigen Ost-West-Verbindung durch Anhalt von Dessau über Köthen (Anhalt) und Bernburg (Saale) gen Harz gab es auch weitere Strecken, die mit Meilensteinen besetzt wurden. Nur etwas weiter südwestlich führte eine Chaussee nach Quellendorf. Später wurde diese Strecke weitergebaut und von Quellendorf führten zwei Routen, die beide einen Meilenstein besaßen. Leider hat sich hier nur ein weiterer Meilenstein erhalten, nämlich der II Meilen nach Dessau-Stein, der bei Quellendorf steht. Der andere, der an der Straße Quellendorf–Storkau stand, wurde zerstört und seine Reste eingelagert.
Der erste Meilenstein dieser Streckenführung befindet sich bei Kochstedt, heute Teil der Stadt Dessau. Er steht I Meile von Dessau, genauer gesagt vom Leopold-Denkmal auf dem Schloßplatz in Dessau, entfernt, und ist 82 Zentimeter hoch. Die anhaltische Meile entsprach der preußischen Meile, war also 7,532 Kilometer lang. Der Rundsockelstein steht unter Denkmalschutz und wurde im Jahr 2000 restauriert. Der Ganzmeilenstein steht an der Straße von Kochstedt nach Quellendorf ungefähr 350 Meter südwestlich des Ortsausganges an der nordwestlichen Straßenseite. Er wird im Denkmalverzeichnis mit der Erfassungsnummer 094 40933 geführt.